# Fernando González Molina
Fernando González Molina (Pamplona, 10 de noviembre de 1975) es un director de cine y televisión español.

## Biografía
Fernando nació en Pamplona, España, el 10 de noviembre de 1975. Estudió Comunicación Audiovisual en la Universidad de Navarra y Dirección en la Escuela de Cinematografía y del Audiovisual de la Comunidad de Madrid. Se inició en el mundo de lo audiovisual con su cortometraje Velocidad, protagonizado por Beatriz Carvajal, Laura Morales y Vicente Granadas, ganador del premio Roel de oro del Festival de Medina del Campo, el Premio del Público en el Festival de Astorga, o el premio Blockbuster al mejor cortometraje del año. Tras este corto comenzó a realizar trabajos para la productora Globomedia como los avances de las series Águila Roja y Los Serrano, al igual que documentales sobre las giras de UPA Dance. También hizo los videoclips de Fran Perea y Pablo Puyol, al igual que documentales sobre las giras de El sueño de Morfeo.
Desde 2008, dirigió algunos episodios en la serie de televisión de Antena 3 Los hombres de Paco, donde conoció al que para él es su actor fetiche, Mario Casas. En 2009 estrena su primer largometraje, Fuga de cerebros, una comedia universitaria en la que un chico falsificará los expedientes para ir a la Universidad de Oxford para estar con la chica que le gusta. La película se convirtió en un éxito en taquilla al recaudar 6 863 216 euros y atraer a 1 176 069 espectadores, además de ganar el Premio del Público en el Festival de Málaga de Cine Español.
En mayo de 2010 comenzó el rodaje de Tres metros sobre el cielo, basada en la novela homónima de Federico Moccia. La película se convirtió en la película española más taquillera del país superando el millón de espectadores.
El 17 de enero de 2011 comenzó la emisión en Antena 3 de su segunda serie de televisión, El barco, en donde ejerció como director junto con David Molina Encinas, Sandra Gallego y Jesús Colmenar.
El 13 de junio de 2011 comenzó el rodaje de Fuga de cerebros 2, como productor ejecutivo, donde se narra la historia del hermano pequeño del protagonista de la película anterior, que seguirá a la chica que le gusta a la Universidad de Harvard. Su estreno se producirá el 2 de diciembre de 2011.
En septiembre de 2011 comenzó a rodar Tengo ganas de ti, basada en el libro de Moccia. La película, protagonizada por Mario Casas y Clara Lago, fue finalmente estrenada en junio de 2012. En su primer fin de semana tras ser estrenada llegó a ser la décima película con mayor recaudación a nivel mundial.
En el mes de abril de 2012, se comenzó a emitir en Antena 3 la serie de televisión Luna, el misterio de Calenda, en la que González Molina ejerció como director junto con Laura Belloso, David Bermejo, Jesús Rodrigo, José Ramón Ayerra, Alexandra Graf, Antonio Díaz Huerta y Begoña Álvarez Rojas. La serie contó con dos temporadas y no renovó debido a malos datos de audiencia.
En 2014 se estrenó la serie dirigida Fernando junto con David Molina Encinas, Bienvenidos al Lolita, que expone las diferencias entre dos clases de sociedades.
En 2014 inició el rodaje de la película Palmeras en la Nieve, inspiración de la novela de Luz Gabás, en la que se trata la historia de un amor prohibido entre diferentes culturas y el conocimiento de sus secretos medio siglo después. El film se estrenó en diciembre de 2015 y consiguió el Premio Goya a Mejor Canción y Mejor Dirección Artística en 2016.
En el año 2017 el director estrena una película, El guardián invisible, basada en la primera novela de la Trilogía del Baztán de Dolores Redondo, en la que se trata de resolver los misterios del asesinato de una adolescente de la zona. El film obtuvo casi tres millones de espectadores en su tercer fin de semana desde que se lanzó a la gran pantalla.
El 25 de abril de 2018 se estrenó en Televisión Española el primer capítulo de la serie La otra mirada, dirigida por Fernando y producida por Boomerang TV, que cuenta con la emisión de cinco capítulos hasta la fecha. Esta serie está ambientada en los años 20 y trata la esencia del feminismo de la época.
También en 2018 Fernando ha estrenado en cines su documental The best day of my life, que visibiliza la historia de seis personas procedentes de diferentes países, miembros del colectivo LGTBI, en torno a la celebración de la fiesta del WorldPride 2017 de Madrid.

## Filmografía
Cine
| Año  | Título                     | Recaudación (€) | Notas                          |
| ---- | -------------------------- | --------------- | ------------------------------ |
| 2009 | Fuga de cerebros           | 9 868 246       | Director                       |
| 2010 | Tres metros sobre el cielo | 14 066 238      | Director                       |
| 2011 | Fuga de cerebros 2         | 5 308 296       | Productor ejecutivo            |
| 2012 | Tengo ganas de ti          | 12 100 000      | Director                       |
| 2015 | Palmeras en la nieve       | 16 850 000      | Director                       |
| 2017 | El guardián invisible      | 3 900 000       | Director                       |
| 2019 | Legado en los huesos       | 1 700 000       | Director                       |
| 2020 | Ofrenda a la tormenta      | ―               | Director, estrenada en Netflix |

Series
| Año       | Título                       | Notas                  |
| --------- | ---------------------------- | ---------------------- |
| 2006-2010 | Los hombres de Paco          | Director, 28 episodios |
| 2011      | El Barco                     | Director, 7 episodios  |
| 2013      | Luna, el misterio de Calenda | Director, 2 episodios  |
| 2014      | Bienvenidos al Lolita        | Director, 6 episodios  |
| 2018      | La otra mirada               | Director, 1 episodio   |
| 2021      | Paraíso                      | Director, 8 episodios  |

Documental
| Año  | Título                  | Notas                |
| ---- | ----------------------- | -------------------- |
| 2018 | The best day of my life | Director y guionista |

## Premios
| Premio                              | Festival                     | Película             |
| ----------------------------------- | ---------------------------- | -------------------- |
| Premio a la mejor película española | Fotograma de Plata           | Palmeras en la nieve |
| Biznaga de Plata Premio del público | Festival de Málaga           | Fuga de cerebros     |
| Roel de Oro                         | Festival de Medina del Campo | Velocidad (corto)    |
| Premio del público                  | Festival de Astorga          | Velocidad (corto)    |